# Thaiföld–Burma-vasútvonal

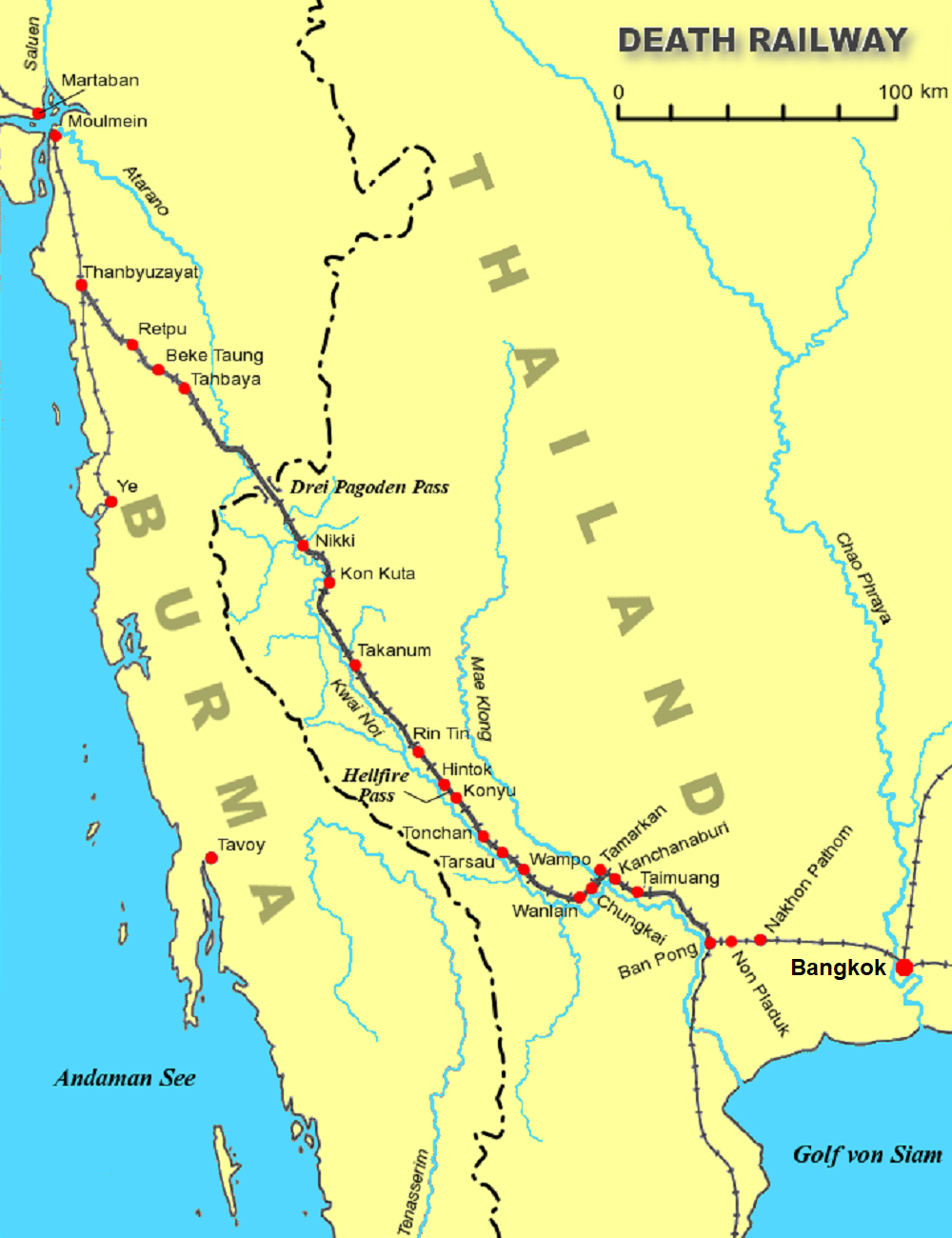
A vasútvonal térképe

A Thaiföld–Burma-vasútvonal vagy egyszerűbben Burma-vasút egy vasútvonal Mianmar (régi nevén: Burma) és Thaiföld között.
A japán hadsereg 1942-től 61 000 angol, holland, ausztrál, amerikai, új-zélandi és kanadai hadifoglyot, valamint körülbelül 200 000 munkást dolgoztatott Indiából, Kínából, Indonéziából, Malajziából, Burmából és Thaiföldről egy 415 km hosszú vasútvonal megépítésén Thaiföld és Burma között, hogy vonaton biztosítsanak utánpótlást a japán hadsereg számára Burmában (ma Mianmar), valamint egy India elleni, későbbre tervezett támadáshoz.
1942 júniusában kezdtek el hadifoglyokat és munkásokat küldeni Burmába és Thaiföldre a vasútépítéshez. 1943 végére elkészült a „Halálvasút”. A terepviszonyok, a trópusi időjárás, a betegségek és az őrök kegyetlensége miatt 16 000 hadifogoly és mintegy 100 000 ázsiai munkás vesztette életét a vasútépítésen.

## Igény a vasútvonalra
1941 decemberében az angolok tervezték a Matador-művelet elindítását, hogy megkíséreljék lehetetlenné tenni a japán hozzáférést az összes valószínű partraszálló helyhez Thaiföldön és Malájföldön. A légierő hiánya azonban meghiúsította a védelmi taktikát, és a japán invázió sikeresen befejeződött pár óra alatt, mielőtt még a lakosság nagy része észrevette volna, hogy az országot megtámadták. A thai tábornagy Phibun Songhkram tűzszünetet rendelt el a szárazföldön, mivel az ellenállás a japánokkal szemben öngyilkosság lett volna, és bátorítva a gyors japán katonai sikerrel, aláírt egy formális szövetségi szerződést velük 1941. december 21-én. Egy hónappal később, január 25-én bejelentette a háborút Anglia és Amerika ellen, amit sokan elleneztek Thaiföldön. A thai követségen Washingtonban Seni Pramoj miniszter egyszerűen megtagadta, hogy átadja a hadüzenetet a külügyminiszternek, és megalakította a Szabad Thai mozgalmat. A thai történészek részletesen írnak arról, Phibun bizalma hogyan nőtt minden, nyugati imperialisták elleni japán győzelem után, és hogy Tomoyuki Yamahita altábornagy inváziós erői hogyan vették be Szingapúrt, az angol birodalom keleti bástyáját.
Winston Churchill miniszterelnök ugyan kiadta a példa nélküli parancsot: harcolni mindhalálig!, de Szingapúr 1942 februárjában elesett. Az angol erők – mintegy 85 000 ember – megadták magukat 25 000 japán háborús veteránnak, a kínai háborúból. Churchill Szingapúr elestét megsemmisítő hadi vereségnek nevezte, de a japánok számára ez volt a hadisikerek zenitje. Japán hadifogságba került nagy mennyiségű munkaerő, és értékes berendezéseket, gépeket, több mint 300 mozdonyt, vagonok ezreit és több száz km vágányt zsákmányoltak.
A midwayi csata után azonban a japán vezérkar belátta, hogy tengerészeti felsőbbségük a Csendes-óceánon megszűnt. Ez a felismerés vezetett közvetlenül a Sziám–Burma vasútvonal megépítéséhez, életképes alternatívaként a japán hadsereg kiszolgálására Burmában. Érthető volt a stratégiai vonzerő a japán haditervezők számára: a vonal összekötné Szingapúrt, Hanoit és Rangoont, és ha a Sziám–Burma-meghosszabbítás elkészülne, miért ne folytathatnák egy Burma–India-vágánnyal, összekötve az indiai vasúti hálózattal, mely kiterjed a mai pakisztáni–iráni határig?!

## Thaiföld–Burma vasútvonal megépítése
Japán terve 1942-ben – összekötni Bangkokot és Rangoont vasúttal – nem volt új, az angolok a századfordulón szintén felmérték a nyomvonalat, de aztán elvetették az ötletet, mert megvalósíthatatlannak tartották. De a japánok számára, akik teljesen tisztában voltak a nagy árral, amit fizetnének, ha legyőzik őket a meglepetéstámadásuk után Pearl Harbor ellen, nem létezett túl magas költség a győzelemért. A tervet 1942 júniusában dolgozták ki.
A Halál Vasút 1. sz. rendeletet az imperialista japán hadsereg főparancsnoksága 1942. júniusban adta ki. Az 1 méteres nyomtávolságú vonal ugyanazt a nyomvonalat követte, amit az angolok felmértek 1943-ban. Nong Pladuktól indult, áthaladt Kanchanaburyn, keresztezte a Nagy Kwai folyót, és követte a Kis Kwai folyót a burmai határhoz. A Három Pagoda-hágótól továbbra is északnyugatra tartott, hogy Thanbyuzayatnál a tengerparton elérje a már meglévő burmai vasútvonalat.

## Hadifoglyok és munkások elosztása, mozgása

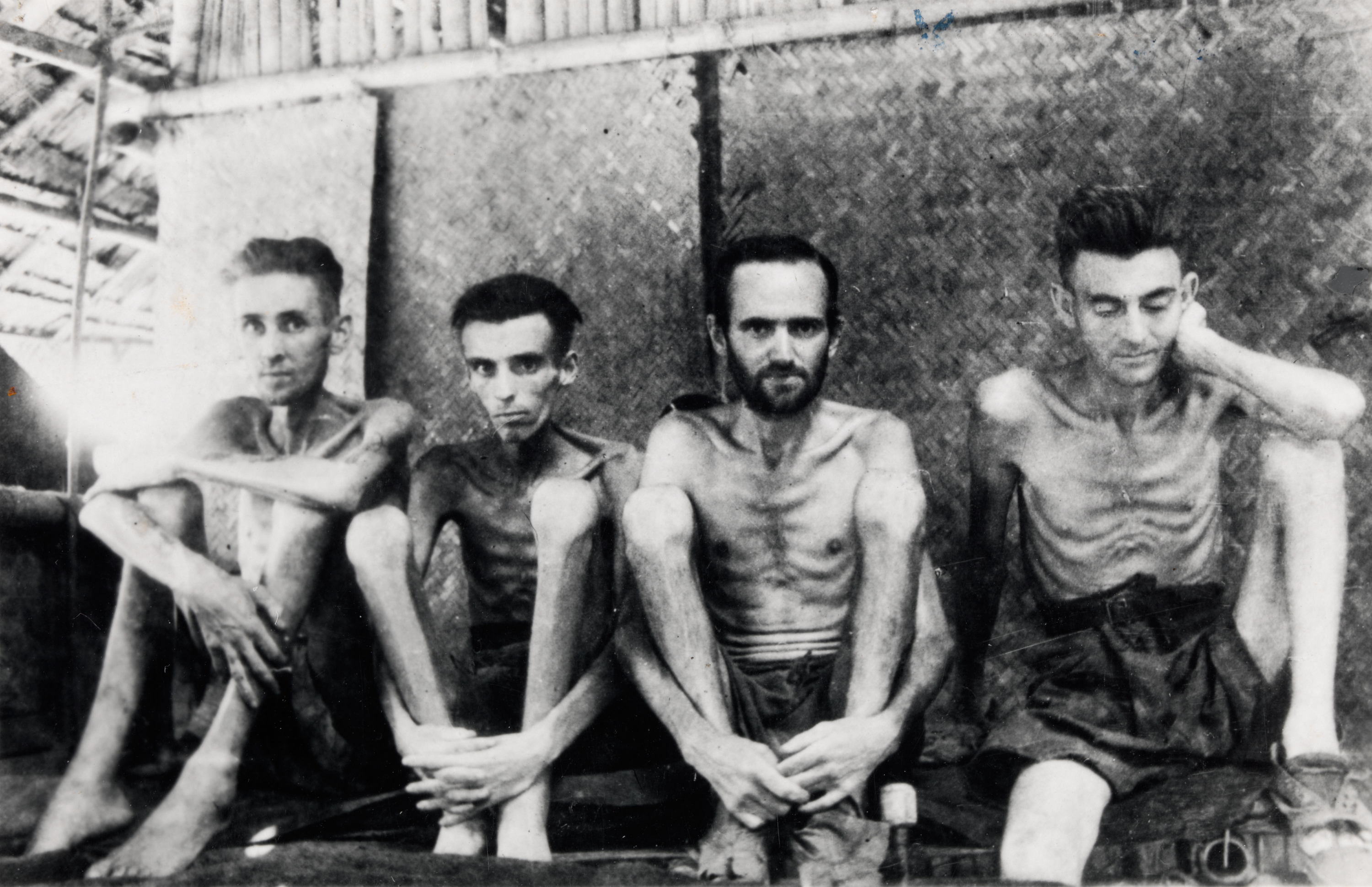
Hadifoglyok

Két japán vasúti regimentet jelöltek ki 12 000 fővel a vasútépítéshez. A határidő 1943 augusztusa volt, és 1942. júniusban a japánok hadifoglyokat kezdtek küldeni Burmába és Thaiföldre. A Burma–Thaiföld vasútvonal építése a két végén egyszerre kezdődött, angol, ausztrál, kanadai, új-zélandi, amerikai és holland hadifoglyokkal és további 200 000 ázsiai rabszolgamunkással – a japánok romushának hívták –, összeszedve őket Indonéziában, Malajziában, Burmában, Vietnámban és Indiában. A franciák Indokínában „diplomáciai megértésre” jutottak a japán hódítókkal, és így tartalékká válva megúszták a borzalmas munkát a Halál Vasúton.
Azon ázsiai munkások pontos száma, akik meghaltak a japán munkaszolgálatos csapatokban a második világháborúban, soha nem derült ki, a japán hadsereg megsemmisítette a feljegyzéseket a háború végén. A Ban Pong vasútállomás, mely 5 km-re van Nong Pladuktól a kezdőpontja a Burma–Thaiföld vasútvonalnak. Azok a hadifoglyok, akik vonattal érkeztek Thaiföldre Szingapúrból, itt szálltak ki Ban Pongban, innen indultak el munkatáboraikba a vasútvonal mentén. Néhányan megtehettek rövid távolságokat vagonokban, de a többségnek gyalogolnia kellett. Az „F” egység például körülbelül 300 km-t tett meg ezenmód 20 nap alatt. A legtöbb menetelés éjszaka zajlott, hogy elkerüljék a rendkívüli nappali hőmérsékleteket.
A vasúti vagonokat rendes körülmények között rizs és só szállítására használták, és fémből voltak. Minden vagonba körülbelül 40 embert préseltek be, akik csak felváltva tudtak lefeküdni. Nem voltak egészségügyi intézkedések, és csak egy kis rizst kaptak és 1 pint vizet naponta. Az utazás Szingapúrból négy-öt napig tartott, a lezárt acélvagonokba bezsúfolva, hűtés és WC nélkül. A vonat átlagos sebessége mindössze 10 mérföld/h volt, a rövid utak is több napon és éjszakán át tartottak.

## Ázsiai munkaerő
A hadifoglyok mintegy 61 000 fős munkaerejének kiegészítésére a japánok 1942 végén cselekhez folyamodtak, hogy toborozhassanak további 200 000 fős munkaerőt. Ezek kínaiak, burmaiak, thaiok, indiaiak, malájok és eurázsiaiak voltak. Ahogy a hadifoglyok kezdtek északra mozogni, a japánok hirdetéseket tettek közzé a maláj lapokban, dolgozókat kerestek három hónapra Thaiföldön. Ingyenes vasúti utazást, szállást, élelmet és orvosi ellátást ajánlottak, napi egydolláros fizetéssel együtt. A jelentkezés elhanyagolható volt, ezért a japánok erőszakos módszerekhez folyamodtak. Ingyenes műsorokat rendeztek különböző színházakban szerte Malajziában, és amikor a színház megtelt, az ajtókat bezárták, az összes férfit a közönségből vonatra rakták, és elszállították Thaiföldre. Sok fiatalember ez elől a dzsungelbe menekült, és ott rejtőzködött.
A 3 hónapos szerződések természetesen semmisnek bizonyultak, mivel egy munkás se tudott hazatérni az első 18 hónapban. Amint Thaiföldre és Burmába értek, félig megépült táborokban találták magukat, orvosi ellátás nélkül; semmi nem számított, csak a vasútvonal befejezése.
1943-ban, mikor elérkezett a monszunidőszak, Burmában és Thaiföldön egy csomó tönkrement tábor volt Thanbyuzayat és Kanchanabury között. Az eső állandóan esett, a talaj sártengerré vált. A gyenge kunyhók, amik a hadifoglyok és az ázsiai munkaerő otthonául szolgáltak, elrohadtak, ugyanez történt a ruhákkal és cipőkkel is, és nem csoda, hogy felbukkant a legfélelmetesebb ellenség, a kolera. A vasútvonal mentén százával haltak meg, sokat tömegsírba temettek, de sokan elkóboroltak a dzsungelbe, ott pusztultak, és a testük folyamatos fertőzésforrást jelentett.
Az ázsiai munkások, akiket Malajziában, Jáván, Thaiföldön és Burmában toboroztak, körülményei sokkal rosszabbak voltak, mint amilyen körülmények között a hadifoglyok dolgoztak. Senki nem tudja, hogy hány civil munkás halt meg a vasúton, de a 2/19 zászlóalj hivatalos története feljegyzi, hogy 200 000, a vonali munkára toborzott ázsiaiból csak mintegy 30 000-et szállítottak vissza országukba a japán megadás után. A kórházak a malária, dizentéria, pellagra és beri-beri betegek számára csak a nevükben voltak kórházak, valójában tönkrement, bambuszkeretes, nádtetős barakkok voltak, ahova elhelyezték őket, hogy várjanak a halálukra. Egyszer-egyszer előfordult, hogy valaki meggyógyult, és visszatérhetett a munkatáborba, de nem ez volt a jellemző.

## Wangpói „állványhíd”

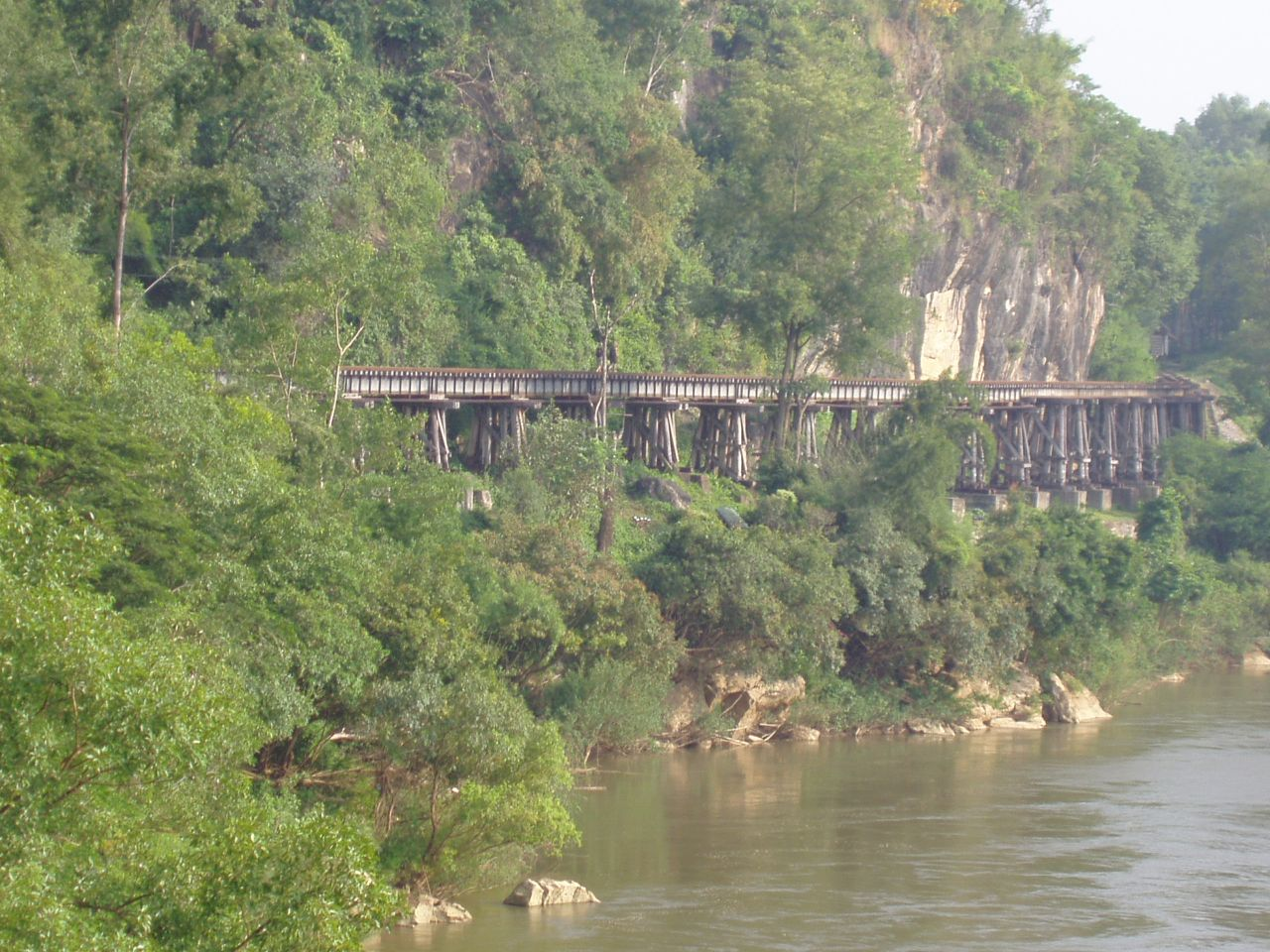
Híd a vasúton

Ez az emeletes „viadukt” a Kis-Kwai folyó partja mentén épült, igen nehéz terepviszonyok mellett, egy sziklarézsűre támaszkodva. A peremet ki kellett faragni a szikla felületéből, hogy alapot adjanak a híd és töltés építéséhez. Ez veszélyes és kimerítő munka volt a hadifoglyok számára. A hídszerkezetet és a töltést 1943. március–áprilisban építették, feszített tempóban, éjjel-nappal.

## „Pokoltűz”-bevágás
Ausztrál katonák adták ezt a nevet, mivel felülről nézve éjszaka, amikor a foglyok gyertyafénynél dolgoztak, a sziklabevágás úgy nézett ki, mint a pokol bejárata. Ez az 5 km hosszú vágány-szakasz a Pokoltűz-szorostól Hintok állomásig több emberéletbe került, mint bármely más szakasz: 1000 ott dolgozó emberből legalább 700 meghalt, minden lefektetett vasúti alj néma tanúságtétel szenvedésükről. Az itteni vonalszakasz tanúja volt az atrocitásoknak, betegségeknek és nehézségeknek, melyek együttesen gyilkolták, nemcsak a szövetséges hadifoglyokat és az ázsiai munkásokat, hanem ismeretlen számban a japán mérnöki egységek katonáit is. Ez utóbbi adat megállapíthatatlan, 80 és 1000 fő között változik. A bevágás készítése 1943. április 25-én kezdődött, iderendelve 400 ausztrál hadifoglyot a T-zászlóalj D-egységéből.
Júniusra a munka elmaradt az ütemtervtől, és júliusban további 600 fős munkaerőt hoztak (ausztrálokat a D-egység O-, P- és U-zászlóaljaitól, és néhány angolt), hogy megkíséreljék befejezni a szakaszt az ütemterv szerint. A következő 6 hétben a foglyokat 12–18 órás műszakokban dolgoztatták, pihenőnap nélkül. A bevágásnak két szakasza van, az első körülbelül 450 m hosszú és 7 méter mély. A második vagy fő bevágás körülbelül 75 m hosszú és 25 m mély. A talaj és szikla kitermelését 4 kg-os kalapácsokkal, acél előfúrókkal, robbanóanyagokkal, feszítővasakkal, csákányokkal, lapátokkal és széles kapákkal végezték. Egy rövid időre egy légkompresszort és légkalapácsokat is igénybe vettek. A kitermelt sziklákat kézzel mozgatták, nádkosarakban és rizszsákokban, melyek két rúdon függtek. A Burma–Thaiföld vasútvonal Konyu szakasza legalább 700 szövetséges hadifogoly életébe került, ebből 69-et agyonvertek a japán mérnökök vagy a koreai őrök.
A Halál Vasút egyik híres helyszínéről emlékezetes kalandfilm készült: a Híd a Kwai folyón (1957). A forgatókönyv a francia szerző Pierre Boulle 1952-es azonos című regényén alapszik. A film története nem szorosan kapcsolódik a II. világháború tényleges eseményéhez, mivel csak egy híd szerepel benne, amit kommandósakcióban az angolok felrobbantottak. Valójában ilyen akció nem volt, a hidakat a szövetséges légierő bombázta le. Ennek ellenére a film igazi kasszasiker volt, elnyerte a kritikusok tetszését is, és 7 akadémiai díjat kapott.
Elefántokat is gyakran alkalmaztak, a fő feladatuk a fatörzsek vontatása volt a dzsungelből. Konyunál az ausztrálok igen meglepődtek, mikor meg kellett osztaniuk a keskeny sáros csapást hat fakitermelő elefánttal. Amikor a burmai hajtók meghaltak kolerában, az elefántok megtagadták a nehéz feladatok végzését, a hadifoglyoknak át kellett venni. Ez a hat elefánt egy kis patakban fürdött a konyui tábor feletti szakaszon, így mire a víz elérte a hadifoglyok hálóhelyét, gyakran sűrű leveshez hasonlított.

## Hidak a Kwai folyón
Tamarkamnál, közel Kanchanaburyhoz nem egy, hanem két híd vezetett át a Kwai folyó felett a II. világháborúban. Az eredeti fahíd 1943. februárban készült el, és a 11 nyílású acél és beton, amit ma is látunk, ugyanabban az évben áprilisban. Ez az a híd, amit a japánok egy jávai olajmezőről zsákmányoltak, és darabokban hoztak a Nagy-Kwai folyóhoz.
1944 végén megkezdődtek a szövetséges bombatámadások, hogy lerombolják a két Kwai hidat, de csak 1945. februárban találták el mindkettőt. A japánok a hadifoglyokkal megjavíttatták, ám a fahidat újra találat érte áprilisban, az acélhidat áprilisban és júniusban is. A hidak lerombolása megszakította a japán szállítási útvonalat Burmába. A kisegítő hidat végül 1945. április 2-án egy B24 bombázóval Bill Henderson alezredes semmisítette meg.
Az egyik hadifogolytábor a két híd mellett helyezkedett el, egy közeli japán légvédelmi üteg mellett. A tábor is szenvedett a légitámadások miatt, a legrosszabb 1944 novemberében volt. E támadás közben három bomba túl messzire esett, és lerombolta az 1. és 2. hadifogoly-épület tetejét, maga alá temetve a bennlévőket. 19 hadifogoly meghalt, 68 megsebesült. Egy másik, négyórás attak során 1945. február 5-én további 15 hadifogoly megsebesült. A táborhelyet elborították a srapnelek, és egy épület, valamint a kantin teljesen leégett. 1945. február 14-én a japánok átvitték a megmaradt hadifoglyokat a Chunghai táborba, ami kb. két km-re volt északra Kanchanaburytól, a Kis-Kwai folyó partján.

## Háborús temetők
Kettő a három temetőből Kanchanaburyban van, a harmadik Thanbyuzayatban, Burmában. 12 849 hadifogoly maradványait őrzik, akik elpusztultak a Halál Vasutat építve. A háború után a győztes szövetségesek kényszerítették a japánokat, hogy tárják fel az összes halott hadifogoly sírját, a dzsungelsírokat a Halál Vasút teljes hossza mentén, és helyezzék el a maradványokat a három kijelölt temető egyikében. A fő temető Kanchanaburyban, éppen csak 4 km-re van a Kwai folyó híres hídjától; 6982 ember sírja található itt.

## Burmai és thaiföldi vágányok csatlakozása
1943. október elején a két vonal Thaiföld és Burma felől gyorsan közelített egymáshoz. Október 13-án Burmában egy rövid időszak után, miközben számos beomlott bevágást kijavítottak, a vágányfektető csapatok, megerősítve 300 holland hadifogollyal, folytatták a vágányok fektetését erőltetett ütemben. Az egyik fázisban 33 órát dolgoztak egyszerre, és 1943. október 16-án a vágányok találkoztak Konkoitánál, körülbelül a 145 km-szelvénynél.
A vasút befejezése után 1943. októberben a hadifoglyokra nehezedő nyomás csökkent, a körülményeik javultak. 1944 januárjában a japán mérnökök Burmába vonultak, ahol felcserélték őket magasabb rendű adminisztratív csapatokkal, de károsodások történtek a vasúton, és már nem lehetett megállítani a „halállavinát”, amit a monszunidőszak okozott. Az F- és H-egységek túlélőit visszaküldték Szingapúrba, a többi résztvevőt összevonták viszonylag kényelmes táborokban Tamuang, Chungkai, Kanchanabury, Nakon Pathorn és Nong Pladuk helyszíneken. Miután a vasútvonal elkészült, a hadifoglyokat 3 csoportba osztották: a legjobb állapotban lévőket Japánba küldték, a második csoportot a vasúton tartották karbantartás céljára. A harmadik, leggyengébb csoportot börtönbe zárták, Szingapúrban.
1944-ben az angolok megkezdték az offenzívát Burmában. A thaiföldiek még japán oldalon harcoltak, de már megalakult a Szabad Thai mozgalom, és 1944. 07. 24-én átálltak a szövetségesek oldalára. A vasútból 263 km volt készen Thaiföldön, és 152 km Burmában. A háború után a két állam megegyezett, hogy 100–100 km-t visszabont mindegyik határtól.

## Vasútvonal jelenleg üzemelő szakasza
Amikor a háború véget ért, az angol hadsereg visszabontott 3,95 km-t a Thai– Burma határon. A megmaradó 300 km-t átadták a Thaiföldi Államvasutaknak 1947-ben. Alapos vizsgálat után és tekintettel a szállítás gazdaságosságára a Thaiföldi Államvasutak engedélyt kapott, hogy felbontsa a vágányt a vonal végétől Nam Tok állomásig, és korszerűsítse a megmaradó 130 204 km-t Nong Pladuk állomásig, a szabványoknak megfelelően. Az első szakaszt Nong Pladuk és Kanchanabury között hivatalosan megnyitották a forgalomnak 1949. 06. 24-én, Kanchanabury–Wang Pho állomások között 1952. 04. 01-én, az utolsó szakaszt Wang Pho–Nam Tok állomások között 1958. 07. 01-jén. Miután Tamarkamnál helyreállították a meglévő 11 nyílású acélhidat, az ideiglenes fahidat lebontották, hogy megkönnyítsék a folyón a forgalmat. Az acélhíd 3 nyílása (4., 5. és 6. sz.) sérült meg a szövetséges bombázásban a háború időszakában. A Thaiföldi Államvasutak kicserélte a 3 sérült áthidalást 2 acélhíd szerkezettel, és minden faszerkezetű áthidalást további 6 acél áthidalással.
A wangpói viaduktot is megerősítették, illetve átépítették: a viadukt része a ma üzemelő vasútvonalnak, melyen a vonatok lépésben haladnak át, talán az állapota miatt. Manapság a vonatok elsősorban diákokat, de sok turistát is szállítanak 60–80 km/h sebességgel. Az 1 méteres nyomtávolságú talpfás vágányok állapota újból leromlott, a Thaiföldi Államvasutak honlapján láthatók a korszerűsítési elképzelések.